# Хорхе Куенка
Хорхе Куенка Баррено (ісп. Jorge Cuenca Barreno, нар. 17 листопада 1999) — іспанський футболіст, центральний захисник англійського «Фулгема». 

## Клубна кар'єра

### «Алькоркон»
Куенка народився в Мадриді і є вихованцем «Алькоркона» з передмістя столиці. 12 лютого 2017 року Хорхе дебютував за резервну команду в домашньому матчі Терсери проти клубу «Вільянуева-дель-Пардільйо» (1:0), а 10 березня 2017 року дебютував у першій команді в грі Сегунди проти «Ельче» (0:0). У віці 17 років і 114 днів він став наймолодшим гравцем, який дебютував за клуб.

### «Барселона»
18 липня 2017 року Куенка за 400 тис. євро перейшов у «Барселоною», підписавши дворічний контракт, і став виступати за резервну команду «Барселона Б» у Сегунді. Протягом першого сезону, який закінчився вильотом, він провів за команду 23 гри, після чого ще півтора сезони виступав з дублем у Сегунді Б.
Свій єдиний матч за першу команду «Барселони» він провів 31 жовтня 2018 року в першому матчі 1/8 фіналу Кубка Іспанії проти «Культураль Леонеси» (1:0).

### «Вільярреал»
22 вересня 2020 року «Барселона» та «Вільярреал» досягли домовленості про перехід Куенки за 2,5 млн євро плюс 4 млн бонусів; «Барса» також отримає 20 % під час майбутнього продажу гравця. Хорхе погодився на п'ятирічний контракт з новим клубом, але відразу ж був відданий в оренду «Альмерії» з Сегунди на один рік.

### «Фулгем»
3 серпня 2024 року перейшов у англійський клуб «Фулгем».

## Кар'єра в збірній
Виступав у складі юнацької збірної Іспанії до 19 років, за яку зіграв у 7 іграх.
З молодіжною збірною Іспанії Хорхе Куенка поїхав на молодіжний чемпіонат Європи 2021 року в Угорщині та Словенії, де в півфіналі проти Португалії відзначився автоголом, через що його команда програла 0:1 і покинула турнір.

## Особисте життя
Молодший брат Куенки, Давід, грає за молодіжну команду «Реала».

## Статистика
| Клуб             | Сезон            | Чемпіонат          | Чемпіонат | Чемпіонат | Кубок | Кубок | Континентальні | Континентальні | Інші | Інші  | Усього | Усього |
| Клуб             | Сезон            | Ліга               | Ігор      | Голів     | Ігор  | Голів | Ігор           | Голів          | Ігор | Голів | Ігор   | Голів  |
| ---------------- | ---------------- | ------------------ | --------- | --------- | ----- | ----- | -------------- | -------------- | ---- | ----- | ------ | ------ |
| Алькоркон Б      | 2016–17          | Терсера Дивізіон   | 8         | 0         | -     | -     | -              | -              | -    | -     | 8      | 0      |
| Алькоркон        | 2016–17          | Сегунда Дивізіон   | 5         | 0         | 0     | 0     | -              | -              | -    | -     | 5      | 0      |
| Барселона Б      | 2017–18          | Сегунда Дивізіон   | 23        | 0         | -     | -     | -              | -              | -    | -     | 23     | 0      |
| Барселона Б      | 2018–19          | Сегунда Дивізіон Б | 28        | 1         | -     | -     | -              | -              | -    | -     | 28     | 1      |
| Барселона Б      | 2019–20          | Сегунда Дивізіон Б | 14        | 2         | -     | -     | -              | -              | 3    | 0     | 17     | 2      |
| Барселона Б      | Усього           | Усього             | 65        | 3         | -     | -     | -              | -              | 3    | 0     | 68     | 3      |
| Барселона        | 2018–19          | Ла-Ліга            | 0         | 0         | 1     | 0     | 0              | 0              | 0    | 0     | 1      | 0      |
| Барселона        | 2019–20          | Ла-Ліга            | 0         | 0         | 0     | 0     | 0              | 0              | 0    | 0     | 0      | 0      |
| Барселона        | Усього           | Усього             | 0         | 0         | 1     | 0     | 0              | 0              | 0    | 0     | 1      | 0      |
| Загальна кар'єра | Загальна кар'єра | Загальна кар'єра   | 78        | 3         | 1     | 0     | 0              | 0              | 3    | 0     | 82     | 3      |

## Досягнення
- Переможець Юнацької ліги УЄФА: 2017–18[12]